# Perplex Cities
Perplex Cities är den fjärde EP:n av den amerikanske musikern Serj Tankian, släppt via Serjical Strike den 21 oktober 2022. "Pop Imperialism" innehåller låten "Nations", vilken System of a Down uppträdde med under deras konsert på Lowlands-festivalen i Nederländerna den 25 augusti 2001.

## Låtlista
Alla låtar är skrivna och komponerade av Serj Tankian, om inte annat anges. 
| Nr | Titel               | Längd |
| -- | ------------------- | ----- |
| 1. | Pop Imperialism     | 3:45  |
| 2. | The Race            | 4:31  |
| 3. | I Spoke Up          | 3:19  |
| 4. | Rumi Loves His Cars | 2:54  |
| 5. | Forgive Me Father   | 2:58  |